# Et moi... et moi
 (février 2021).
Si vous disposez d'ouvrages ou d'articles de référence ou si vous connaissez des sites web de qualité traitant du thème abordé ici, merci de compléter l'article en donnant les références utiles à sa vérifiabilité et en les liant à la section « Notes et références ».
Et moi... et moi est une pièce de théâtre en trois actes de Maria Pacôme (1923-2018), présentée dans une mise en scène de Jean-Luc Moreau en 1990 au théâtre Saint-Georges.

## Histoire
Joséphine est la mère exubérante de Marie, une artiste peintre et la grand-mère de Guillaume, étudiant dilettante à l'école dentaire. Marie est mariée avec Renaud, mais est amoureuse d'un autre homme, tandis que Renaud aime une autre femme.
Joséphine se dépense avec entrain pour les siens et introduit Pélagie dans la maison, ce qui provoque l'arrivée de Gérard, son ancien souteneur.

## Fiche technique
- Mise en scène : Jean-Luc Moreau
- Réalisation : Michel Treguer
- Décor : Charlie Mangel
- Régie générale : Alain Dupuy

## Distribution
- Joséphine : Maria Pacôme
- Marie : Marie-France Mignal, fille de Joséphine
- Guillaume : François Pacôme, petit fils de Joséphine
- Pélagie : Emmanuelle Bataille
- Gérard : Eric Thannberger